# Guaitarilla
Guaitarilla là một khu tự quản thuộc tỉnh Nariño, Colombia. Thủ phủ của khu tự quản Guaitarilla đóng tại Guaitarilla Khu tự quản Guaitarilla có diện tích 121 ki lô mét vuông. Đến thời điểm ngày 28 tháng 5 năm 2005, khu tự quản Guaitarilla có dân số 21504 người.